# Regional-Express

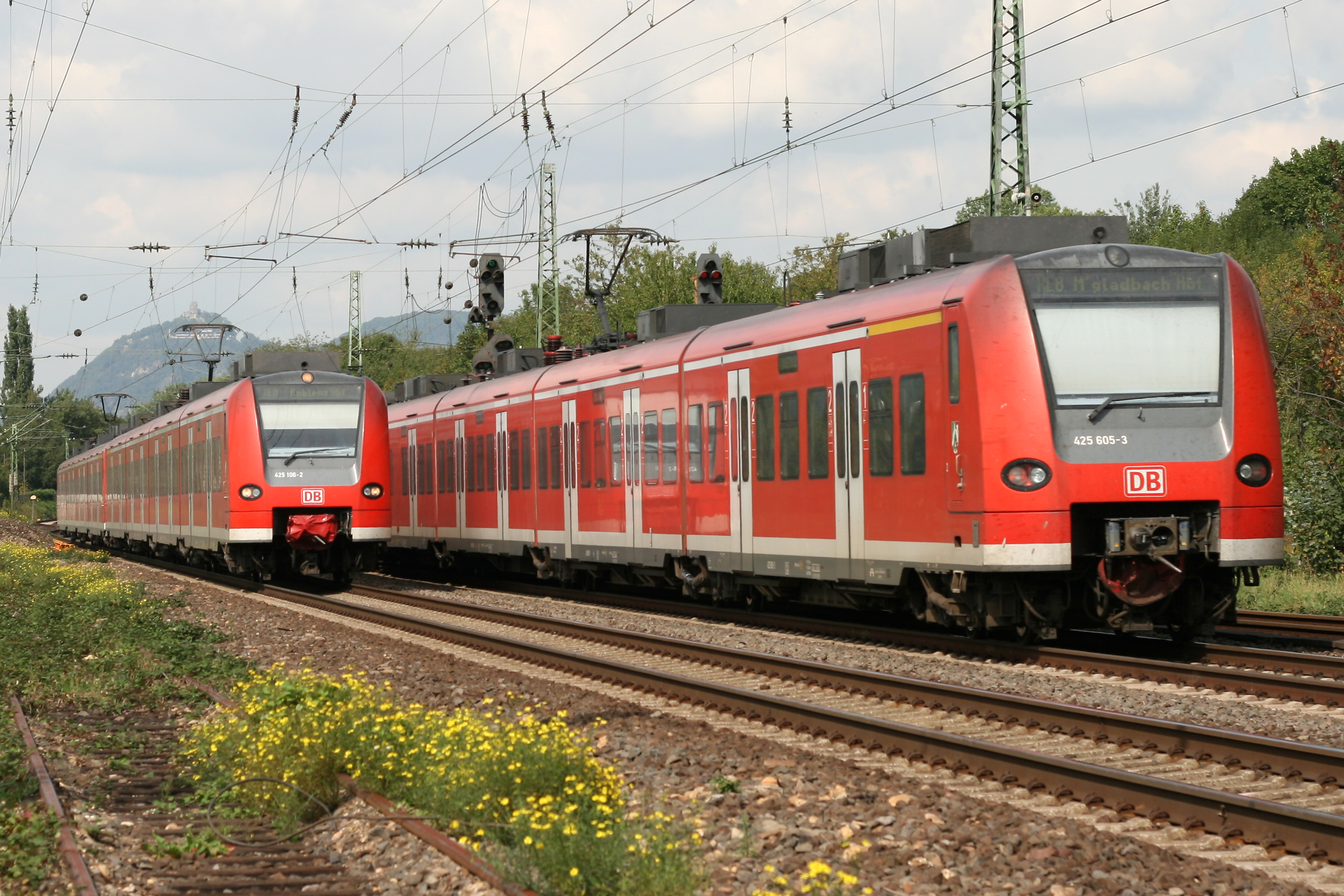
Dwa pociągi RE typu DB 425 koło Unkel

Regional-Express (RE, z niem. „ekspres regionalny”) – kategoria pociągów regionalnych Deutsche Bahn w Niemczech. 
RE zostały wprowadzone w 1994 r., zastępując wcześniejsze pociągi przyspieszone (Eilzug, E). Od Regionalbahn odróżnia je większa prędkość podróżna oraz większe odstępy między przystankami.